# Erik Allerslev Jensen
Erik Allerslev Jensen (1911-1994) var biblioteksdirektør og leder af Bibliotekstilsynet 1960-1975.
Efter studentereksamen 1929 og afgangsprøve fra Statens Biblioteksskole 1933 blev Erik Allerslev Jensen ansat ved Frederiksberg kommunebiblioteker. I 1937 blev han leder af det nyoprettede Folkebibliotekernes bibliografiske Kontor. Kontoret havde ansvaret for central katalogisering, trykte kartotekskort, standardiserede tryksager, kataloger, bibliografiske publikationer og læsevejledninger til alle folkebiblioteker. Allerslev Jensen var meget optaget af fællesløsninger på nationalt niveau til effektivisering og standardisering af biblioteksarbejdet i en rationel arbejdsdeling med folkebibliotekerne.
Allerslev Jensen var under besættelsen involveret i illegalt arbejde. Han var 1942-1945 medlem af modstandsorganisationen Ringens hovedledelse og leder af Frit Danmarks bibliotekargruppe, som efter befrielsen udgav pjecen Bibliotekernes Krav til Demokratiet. 1946 blev han ansat som biblioteksinspektør i Statens Bibliotekstilsyn (senere Bibliotekstilsynet). I den forbindelse blev han leder af Statens Biblioteksskole indtil 1956, hvor bibliotekaruddannelsen fik sin egen skole Danmarks Biblioteksskole. Året efter tog han initiativ til og blev leder af Den nordiske fortsættelsesskole for bibliotekarer i Kungälv 1957-1968. I 1960 udnævntes han til biblioteksdirektør efter Robert L. Hansen.
Som leder af Bibliotekstilsynet lykkedes det ham i et bemærkelsesværdigt samarbejde med den socialdemokratiske politiker og formand for Danmarks Biblioteksforening Ralph Lysholt Hansen at få gennemført en ny bibliotekslov i 1964, Lov om folkebiblioteker m.v. af 27. maj 1964, som i dag anses for et højdepunkt i de danske folkebibliotekers udvikling. I kølvandet på loven fulgte en ekspansionsperiode for folkebibliotekerne.
Allerslev Jensen indsats inden for områderne effektivisering, standardisering og rationalisering blev styrket i kølvandet på 1964-loven og betød at Allerslev Jensen satte sit stærke præg på folkebibliotekerne i årene derefter.
Æresmedlem af Danmarks Biblioteksforening 1975 og tildelt foreningens ærespris.